# Rio Corumbá
Rio Corumbá är ett vattendrag i Brasilien.   Det ligger i delstaten Goiás, i den sydöstra delen av landet, 290 km söder om huvudstaden Brasília.
Trakten runt Rio Corumbá består huvudsakligen av våtmarker. Runt Rio Corumbá är det mycket glesbefolkat, med 4 invånare per kvadratkilometer.